# NA61/SHINE
Pour les articles homonymes, voir Shine.

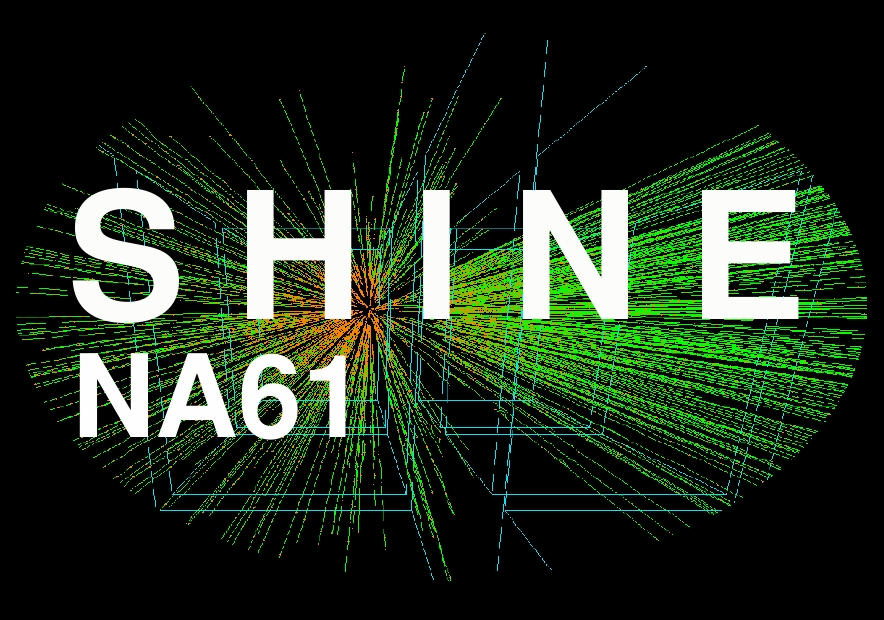
Logo de l'expérience NA61/SHINE

NA61/SHINE (SHINE = SPS Heavy Ion and Neutrino Experiment) est une expérience de Physique des particules au Super Proton Synchrotron (SPS) au Centre Européen pour la Recherche Nucléaire (CERN). Cette expérience étudie les états hadroniques finaux produits dans les interactions de différentes particules du faisceau (pions, protons et les noyaux de C, S, In) avec plusieurs cibles aux énergies du SPS.
Environ 120 physiciens de 14 pays et 24 instituts travaillent dans NA61/SHINE. Jusqu'au lancement des expériences LHC, NA61/SHINE est la seconde plus grande expérience au CERN en prise de données.

## Programme de Physique
Le programme de physique de NA61/SHINE consiste en 3 sujets :
- mesures de la production de hadrons dans les collisions noyaux-noyaux (ions lourds), en particulier les fluctuations et les corrélations, avec le but d'identifier les propriétés de l'apparition du déconfinement et de trouver la preuve d'un point critique dans la matière à forte interaction,

- mesures de la production de hadrons dans les interactions proton-proton et proton-noyau utiles comme données de référence pour une meilleure compréhension des interactions noyaux-noyaux; en particulier, les corrélations, fluctuations et moments transverses élevés seront le centre d'intérêt de cette étude,

- mesures de la production de hadrons dans les interactions hadron-noyau utiles pour les expériences de neutrino T2K et de rayons cosmiques tels l'Observatoire Pierre Auger et KASCADE.

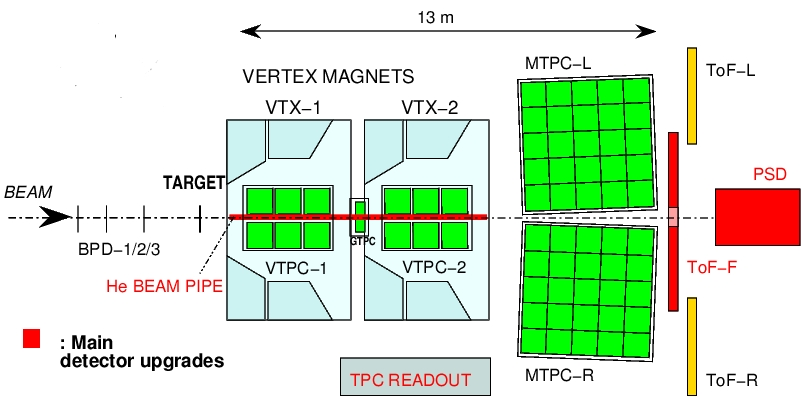
Schéma du détecteur NA61/SHINE

## Détecteur
L'expérience NA61/SHINE utilise un spectromère de hadrons à grande acceptance sur la ligne du faisceau H2 dans la zone nord du CERN.
Les composants de base du détecteur actuel furent construits et utilisés par l'expérience d'ions lourds NA49.
Les détecteurs de traces principaux sont 4 grands volumes de chambres à projection temporelle (TPC), lesquels sont capables de détecter jusqu'à 70 % de toutes les particules chargées créées dans les réactions étudiées. 2 de ces chambres, les TPC de vertex (VTPC-1 et VTPC-2) sont situées dans le champ magnétique de deux aimants supraconducteurs (VTX-1 et VTX-2,) et les deux autres chambres (MTPC-L et MTPC-R) sont positionnés en aval des aimants symétriquement par rapport au faisceau. Une petite TPC supplémentaire (GTPC) est installée sur l'axe du faisceau entre les VTPC. L'installation est complétée par des réseaux de détecteurs de temps de vol, avec une résolution temporelle de l'ordre de 60 ps.
En 2007, des données pour l'expérience de neutrino T2K furent prises avec des interactions proton-C à 31 GeV/c. Pour ce run, un nouveau détecteur avant à temps de vol (TOF-F) fut construit afin d'étendre dans ces évènements à faible multiplicité l'acceptance pour l'identification des pions et des kaons à faibles moments (1 < p < 4 GeV/c). Le TOF-F est installé en aval des MTPC-R et MTPC-L, comblant le trou entre ces détecteurs. La résolution en énergie requise fut atteinte. Ces données sont aujourd'hui encore en cours d'analyse.
Un pas en avant important pour les performances du détecteur, soit l'amélioration de la lecture des TPCs et du système d'acquisition de données, fut achevé pour le run 2008. Le taux de prise de données fut augmenté d'un facteur 10, comparé au taux de NA49. Le run 2008 fut ensuite stoppé à cause de l'incident du LHC. Le prochain run est prévu à l'été 2009.